# Hadash
Pour les articles homonymes, voir Hadash (homonymie).
Le hadash (hébreu : חדש « nouveau ») désigne, dans la Loi juive, les produits céréaliers récoltés entre la fête des azymes de l’année précédente et celle de l’année en cours, par opposition au yashan (hébreu : ישן « ancien »), qui a été récolté avant la fête des azymes de l’année précédente.
La Bible proscrit la consommation de hadash avant le lendemain de la Pâque juive, où un une mesure d’omer est prélevée sur la nouvelle récolte et offert à Dieu.

## Lehadashdans les sources juives

### Dans la Bible hébraïque
L'interdiction de consommer tout produit de la nouvelle récolte sous quelque forme qui soit (pain, grains torréfiés ou gruau) est promulguée aux Israélites lors du passage en revue des convocations saintes, alors qu’ils  stationnent dans le désert : ils devront, après être entrés en possession du pays de Canaan, offrir un omer (environ quatre kilos de grains grillés prélevés sur les prémices de la moisson d'orge) ; ce n’est qu'après avoir réalisé cette offrande, « au lendemain du chabbat » (c’est-à-dire, selon les rabbins, au lendemain de la Pâque), que la nouvelle récolte sera permise, « statut perpétuel pour vos générations, dans toutes vos demeures ». 
Elle est, selon la Bible, appliquée pour la première à Guilgal, au lendemain de la pâque menée sous la conduite de Josué.

### Dans la littérature des Sages
Selon la tradition rabbinique, les lois du hadash ne s’appliquent qu’aux cinq espèces (blé, orge, seigle, épeautre et avoine) sur lesquelles la halla doit être prélevée (et dont on peut donc faire du pain, ce qui exclut les légumineuses), pour autant qu’elles conviennent à l’offrande de l’omer ; il est interdit de les consommer avant Pessa'h, de les utiliser pour des offrandes et de les faucher avant l’omer. Si on les a plantées et qu’elles ont pris racine avant l’omer, on peut les faucher après celui-ci mais si elles ne prennent racine qu’après l’omer, il est interdit de les consommer jusqu'à l’omer suivant. 
À l’époque du Temple, l’offrande de l’omer rend le hadash permis à la consommation dans tout le pays mais en pratique, seuls les habitants de Jérusalem et des alentours en consomment après l’offrande ; les habitants des cités plus éloignées, ignorant à quel moment cette offrande s’est déroulée, attendent jusqu’à la mi-journée. Après la destruction du Temple, Rabban Yohanan ben Zakkaï décrète le hadash interdit pour tous pendant toute la journée du 16 nissan, en souvenir du Temple.
La définition exacte de cette interdiction, si « dans toutes vos demeures » signifie qu’elle est liée à la terre d'Israël (c’est l’opinion du Premier Tanna) ou s’applique au-delà de ses frontières (c’est l’opinion de Rabbi Eliezer), si elle a encore, après la destruction du Temple, force de loi biblique ou s’il ne s’agit plus que d’une ordonnance rabbinique, a suscité nombre de discussions, apparemment résolues à l’époque de la Mishna, puisqu'elle énonce que « le hadash est interdit par la Torah en tout lieu ».
Les débats continuent cependant à l’ère du Talmud, en Babylonie, où un second jour férié est observé à Pessa'h (au temps où le Sanhédrin fixait les mois sur base de la conjonction lunaire, un second jour était observé dans les communautés où les émissaires du Sanhédrin risquaient de ne pas arriver avant que la fête ne soit passée. Après l’institution du calendrier astronomique de Hillel II qui rendait cette mesure inutile, elle fut cependant maintenue). Rav Papa et Rav Houna brei deRav Yehoshoua mangent le hadash dès la veille du 17 nissan (c’est-à-dire le 16 au soir) car ils estiment que la prohibition du hadash en diaspora est rabbinique et qu’il suffit d’attendre que la journée du 16 nissan passe sans se montrer trop sourcilleux. Cependant, le collège de Rav Achi est d’avis que la prohibition est biblique et qu’il vaut mieux, afin d’être tout à fait sûr de ne pas l’enfreindre, attendre le matin du 17 nissan ; et Ravina agit selon la coutume de son père, appliquant l’interdiction jusqu’au soir du 17 nissan car il prend également en compte le doute qui avait justifié l’instauration du second jour.
Rabbi Itzhak enseigne que la consommation de chacune des formes de hadash constitue une transgression en soi et : qui mange du pain au-delà du volume d’une olive, des grains torréfiés au-delà du volume d’une olive et du gruau au-delà du volume d’une olive s’expose à trois peines de flagellation. Cependant, l’interdiction du hadash ne porte que sur la consommation et les offrandes mais il est permis d’en tirer profit autrement (en le vendant, par exemple).

### Dans la littérature médiévale
Diverses attitudes apparaissent vis-à-vis du hadash parmi les autorités médiévales, avec une ligne dure dans la lignée du Talmud et une ligne souple, minoritaire, apparemment plus sensible aux besoins des gens.
Moïse Maïmonide est l’un des représentants de la première : avec les grands codificateurs (Isaac Alfassi, Asher ben Yehiel et son fils Jacob) et Nissim Gerondi, il adopte la position de Rabbi Eliezer qui déclare le hadash interdit par la Torah, en terre d’Israël ou en diaspora ; cela signifie qu’en pratique, seuls les produits céréaliers dont le statut de yashan (c’est-à-dire la date de récolte ancienne) est connu avec certitude sont permis à la consommation.
Par ailleurs, du fait des trois peines de flagellation de Rabbi Itzhak, il considère que l’interdiction du hadash est triple, l’une portant sur le pain, l’autre sur les grains torréfiés, la troisième sur le gruau (selon Rachi, le gruau est fait d’épis égrenés à la main sans avoir été passés par le feu tandis que selon le Sefer Hahinoukh, il s’agit de grains grillés sans avoir été séparés de leurs épis). L’auteur du Sefer Hahinoukh, qui suit son opinion, justifie l’interdiction en expliquant que les céréales constituent l’essentiel de la subsistance des hommes et qu’il serait inconvenant d’en jouir sous quelque forme que ce soit avant d’en avoir rendu grâce à Dieu par l’offrande de l’omer.
Isaac de Vienne, en revanche, soutient, avec Baroukh ben Itzhak et Jacob Moellin, qu’en dehors de la terre d’Israël, le hadash n’est interdit que par les rabbins.
Faisant remarquer la difficulté à observer les lois du hadash dans les pays où les céréales constituent l’essentiel de l’alimentation, comme la Rhénanie du XIIIe siècle, Isaac de Vienne tire de multiples passages des deux Talmuds que l’interdiction du hadash hors de la terre d’Israël est rabbinique et qu’il est, par conséquent, permis de consommer des céréales dont il n’est pas établi avec certitude si elles sont hadash ou yashan (les Tossafistes étaient déjà parvenus à une conclusion similaire).
Baroukh ben Itzhak se base quant à lui sur la constatation que les Sages n’ont imposé de prélever les dîmes que dans les pays proches de la terre d’Israël, comme l’Égypte ; établissant un parallèle avec la prohibition du hadash, il conclut qu’elle est non seulement rabbinique hors de la terre d’Israël mais qu’elle ne s’étend pas au-delà des pays frontaliers

### Dans la littérature ultérieure
La discussion se poursuit parmi les autorités ultérieures : dans son commentaire de l’Arbaa Tourim de Jacob ben Asher, Joseph Caro cite la position de Baroukh ben Itzhak pour la rejeter aussitôt et adopte dans le Choulhan Aroukh la position majoritaire. 
Moïse Isserlès, commentant ce passage du Choulhan Aroukh, évoque la permission accordée par les Tossafistes et ajoute que dans les pays où la saison hivernale s’étend au-delà de Pessa'h, il est bon de s’abstenir de tout hadash à titre personnel mais non d’enseigner aux gens du lieu que ces produits sont interdits car il vaut mieux qu’ils fautent par ignorance que par volonté délibérée. Yoël Sirkis, commentant ce passage des Tossefot ainsi que l’Arbaa Tourim, parvient à une conclusion fort différente de Joseph Caro : commençant par constater que personne, y compris les rabbins éminents, n’observe les lois du hadash dans la Pologne du XVIe siècle, il suggère que ces lois ne s’appliquent pas à la récolte des Gentils (puisqu’il est, selon le Talmud, interdit de prélever l’omer sur la récolte d’un champ appartenant à un non-Juif) et cite les autorités médiévales qui reprennent cette idée. Comme la récolte n’aurait pas pu convenir à l’offrande de l’omer, il n’y a pas à se soucier du hadash dans les pays comme la Pologne où les Juifs ne peuvent ni posséder ni travailler la terre. David HaLevi Segal (en) reprend les arguments d’Isaac de Vienne et estime que la guemara ne conclut pas de façon tranchée en faveur de Rabbi Eliezer.
Shabbataï Hacohen et Yeshaya Horowitz s’empressent cependant de les contredire et de réduire la permission du Rem"a aux pays où les céréales représentent la seule source d’alimentation mais non à ceux où il est par exemple possible de boire du vin plutôt que de la bière. Le Gaon de Vilna appuie cette position ainsi que l’Alter Rebbe de Loubavitch, qui milite pour l’adoption de l’attitude sévère et s’en prend en particulier au raisonnement de Yoël Sirkis, énonçant que « tout baal nefesh (personne dotée d’une âme) ne s’appuiera pas sur ces autorisations et s’imposera autant que cela lui est possible ».
Avraham Gombiner, résumant l’ensemble des positions de ses prédécesseurs, penche en faveur de l’opinion souple, faisant remarquer que le raisonnement de Joseph Caro se base sur une mishna apparemment non-disputée, alors qu’elle l’est dans le Talmud ; en revanche, pour lui comme pour Yehiel Mihel Epstein, les arguments de Baroukh ben Itzhak lui semblent les plus à même de justifier la position indulgente vis-à-vis du hadash.
Israël Meir Kagan adopte l’attitude médiane de Moïse Isserlès, recommandant la stricte observance du hadash à titre personnel mais aussi le respect de ceux qui professent l’opinion inverse.

## Observance des lois duhadash
La récolte des cinq espèces n’est permise à la consommation qu’après le 16 nissan (c’est-à-dire jusqu’à la veille du 17 nissan) car l’offrande de l’omer ne peut plus être réalisée de nos jours ; en diaspora, elle est interdite jusqu’à la veille du 18 nissan. Cette interdiction est en vigueur de nos jours, a force de loi biblique et porte sur toute récolte, qu’elle appartienne ou non à un Juif, qu’elle provienne ou non de la terre d’Israël. 
Les graines qui ont pris racine au plus tard trois jours avant Pessa'h sont autorisées à la consommation, même si leur récolte effective n’a lieu que plus tard, et il n’y a pas besoin d’attendre le 16 (ou le 17) nissan de l’année suivante. En revanche, la récolte poussant avant l’omer mais dont la quantité est trop faible pour que l’on puisse en prélever les dîmes, est interdite, ainsi que les épis arrachés après l’omer pour être replantés.
L’interdiction du hadash concerne non seulement les produits céréaliers mais aussi leurs dérivés consommables (mais non avariés), comme les grains fermentés utilisés pour faire lever la pâte et le malt (bien que certains, dont Arye Leib Frumkin, l’autorisent) ; les rabbins recommandent aussi de vérifier si un plat cuisiné par erreur avec un ustensile ayant été en contact avec du hadash, en a gardé une trace dans son goût.
Malgré les nombreuses restrictions entourant le hadash, celui-ci a peu de répercussions pratiques de nos jours car, en vertu de l’opinion du Rem"a, des céréales dont le moment de germination n’est pas absolument certain ne doivent pas être interdites à la consommation. De plus, l’usage actuel étant d’entreposer les récoltes de céréales dans des silos (et d’importer), la probabilité de consommer du hadash devient excessivement faible. Enfin, en terre d’Israël même, l’ensemencent se fait en hiver.
Cependant, et en vertu même de cette faible probabilité, les rabbins se montrent d’autant plus sourcilleux sur le hadash que l’interdiction de tel ou tel produit en contenant ne risque pas d’entraîner une famine chez les consommateurs.